# Susuz Han
Koordinaten: 37° 22′ 42,4″ N, 30° 32′ 25,6″ O

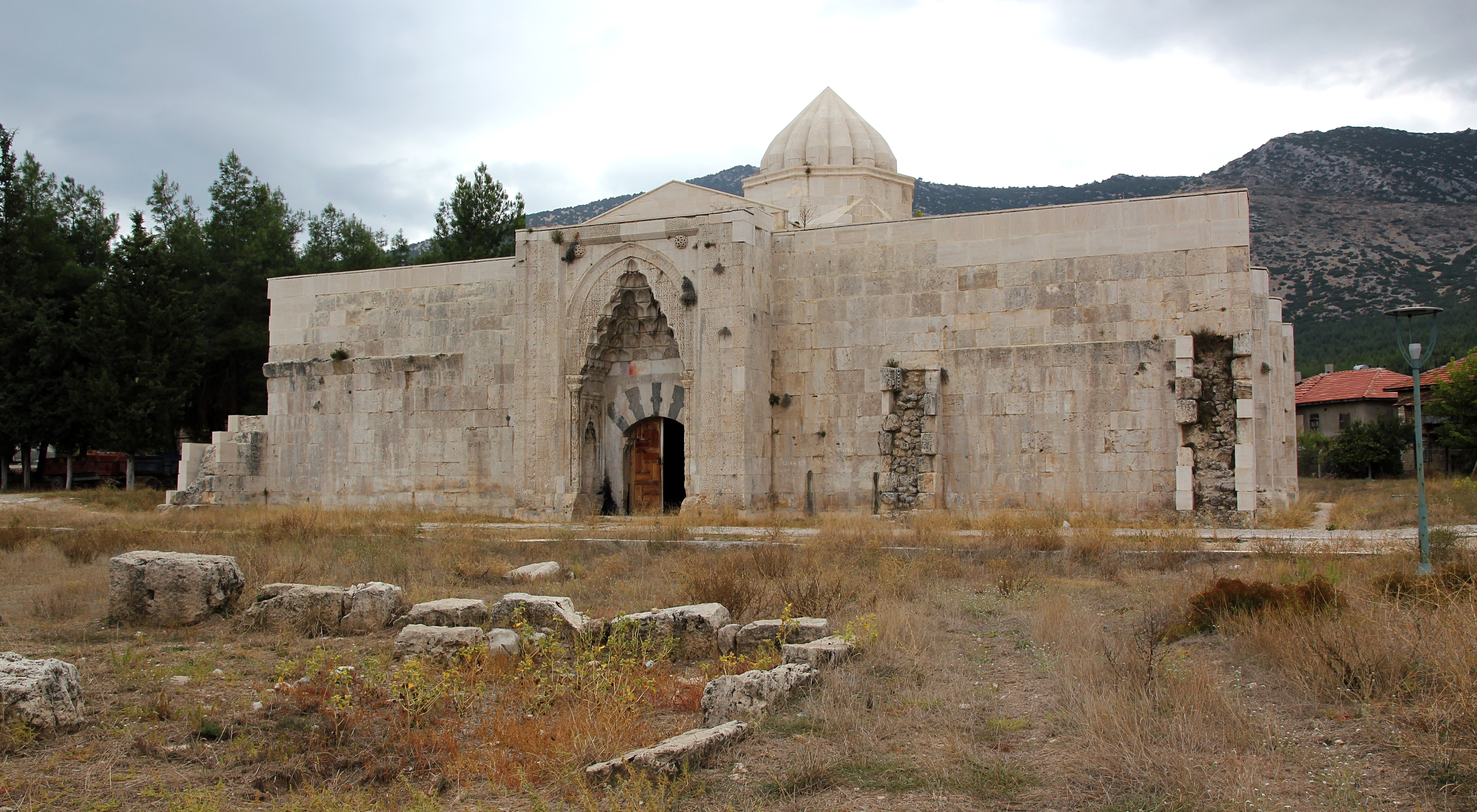
Susuz Han von Osten

Der Susuz Han ist eine seldschukische Karawanserei südlich von Burdur in der gleichnamigen türkischen Provinz.

## Lage
Der Han liegt im Ort Susuz des Bezirks Bucak der Provinz Burdur, etwa zehn Kilometer südlich des Bezirkszentrums Bucak, einen Kilometer östlich der Fernstraße D-650 von Afyonkarahisar über Burdur nach Antalya. Es ist der dritte Han an der alten Straße, die Antalya mit Konya, der Hauptstadt des Sultanats der Rum-Seldschuken, verband. Davor liegen Evdir Han und Kırkgöz Han. Elf Kilometer weiter nördlich folgt der İncir Han.

## Baugeschichte
Die Karawanserei ist vermutlich in der Regierungszeit des Sultans Giyaseddin Keyhüsrev II. von 1237 bis 1246 erbaut worden. Die Datierung erfolgte nach stilistischen Gesichtspunkten. Die Dekoration des Portals ähnelt derjenigen vom Ağzıkara Han und İncir Han, was auf die zweite Hälfte des 13. Jahrhunderts verweist. Unter Einbeziehung von architektonischen Merkmalen wird der Han von Forschern allgemein diesem Sultan zugeschrieben. Eine Bauinschrift, die möglicherweise über der Tür angebracht war, ist heute verloren. Im Herbst 2008 wurden durch das Archäologische Museum Burdur und die Selçuk Üniversitesi in Konya Ausgrabungen durchgeführt. Es kamen Münzen, Metallgegenstände und Keramik aus verschiedenen Epochen zu Tage. Von 2009 bis 2013 wurde der Han aufwendig restauriert.

## Beschreibung
Der nach Westen ausgerichtete Han bestand ursprünglich aus einem offenen Hof, auf dem Dienstleistungen angeboten wurden, und einem gedeckten Teil zur Unterkunft der Reisenden. Vom offenen Teil ist nichts erhalten. An der westlichen Frontseite sind an drei Stellen Reste von Anschlussmauern zu sehen, die auf eine Ummauerung des Hofes hindeuten. Auf der linken Seite der Front ragt aus der Wand eine Reihe von Konsolen, an die möglicherweise eine nie fertiggestellte Überdachung anschließen sollte.
Der geschlossene Teil misst etwa 28 × 30 Meter. Der Innenraum ist in drei Schiffe aufgeteilt, wobei das Mittelschiff wesentlich schmaler ist. Quer dazu, von Nord nach Süd, teilt sich der Raum in fünf Schiffe. Die Schiffe sind durch von Bögen unterbrochene Wände mit quadratischen Pfeilern getrennt. Das Mittelschiff und die Querschiffe sind tonnengewölbt, im Zentrum bilden sie eine Kuppel über vier Pendentifs. Außen ist sie mit einer achteckigen Laterne umbaut, auf der eine runde Kuppel mit muschelartig zur Spitze laufenden Wülsten ruht. Der Innenraum wird von zwölf Fenstern beleuchtet, eins in der Kuppel sowie je fünf Schlitzfenster in den Nord- und Südwänden und eins in der Westwand. Die Außenmauern sind durch acht Türme in verschiedenen Grundformen, rund und polygonal, verstärkt. Je zwei davon finden sich an Nord- und Südseite, zwei auf der Ostseite und zwei an den dazwischenliegenden Ecken. 
Das beeindruckende Portal ist reich mit hochwertiger Steinmetzarbeit geschmückt. Es wird von mehreren Bändern mit floralen und geometrischen Motiven umrahmt. Über der Tür fügen sich fünf Reihen von Muqarnas in einen Spitzbogen, der von einem fein ornamentierten Band gebildet wird. Er ruht auf zwei Halbsäulen mit Doppelkapitellen. Rechts und links der Tür stehen sich zwei ebenfalls mit Muqarnas ausgestattete Nischen gegenüber. Sie sind von einem Bogen mit Schlangenbändern umschlossen, der wiederum auf Säulen mit zwei übereinanderliegenden Kapitellen ruht. In der Spitze zeigen die Bänder jeweils zwei Drachen, die sich gegenüberstehen und in den weit geöffneten Mäulern gemeinsam einen runden Gegenstand halten. Ihre Schwänze sind mit den Flügeln verschlungen und schließen an das Schlangenband an. Über der Bogenspitze sind zwei Engelsfiguren im Hochrelief zu sehen, die aufeinander zuzuschweben scheinen. Zwischen den vorgestreckten Armen der Engel ist ein Stein entfernt worden, was sich dort befand, ist nicht mehr zu klären.

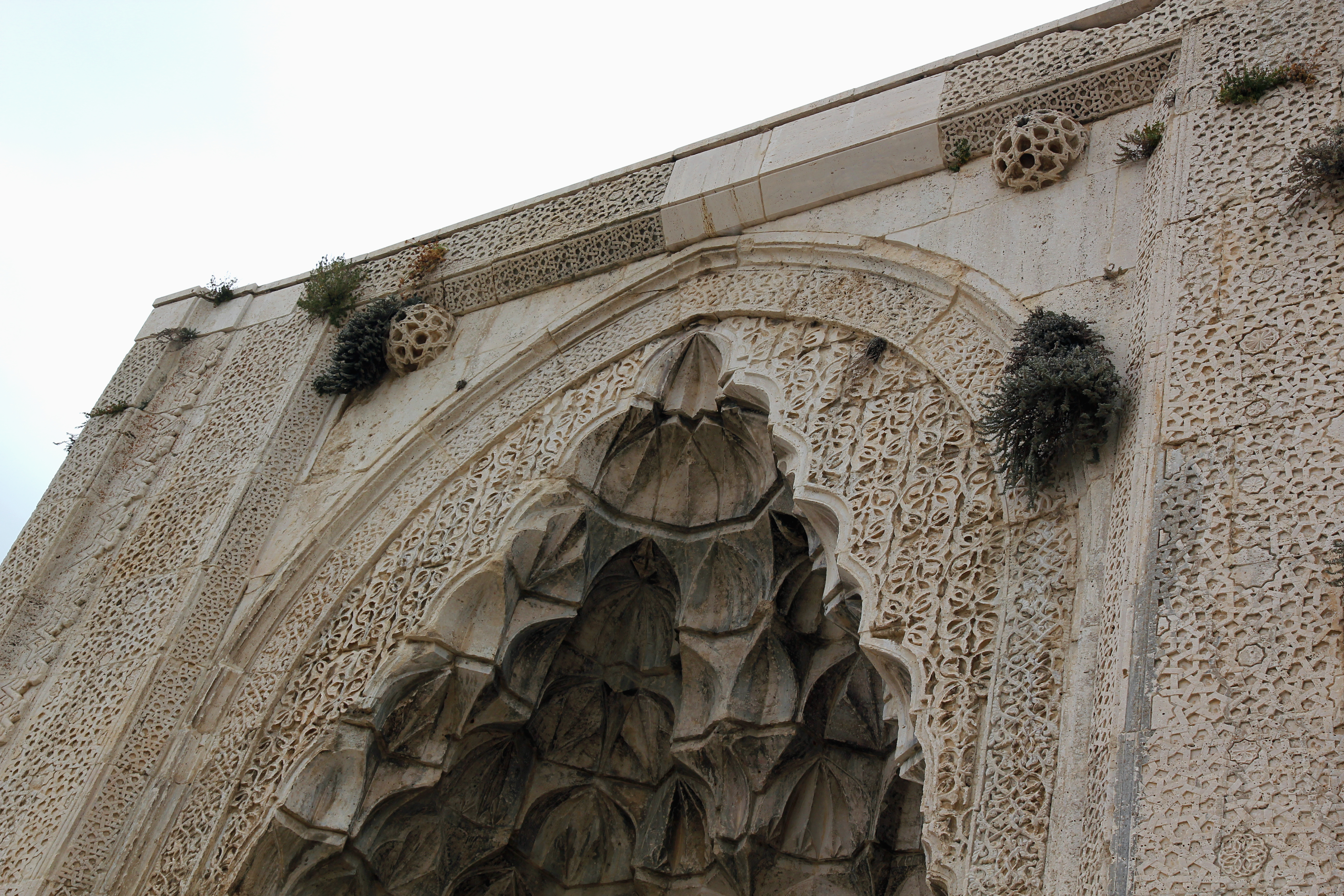
Ornamentik des Portals
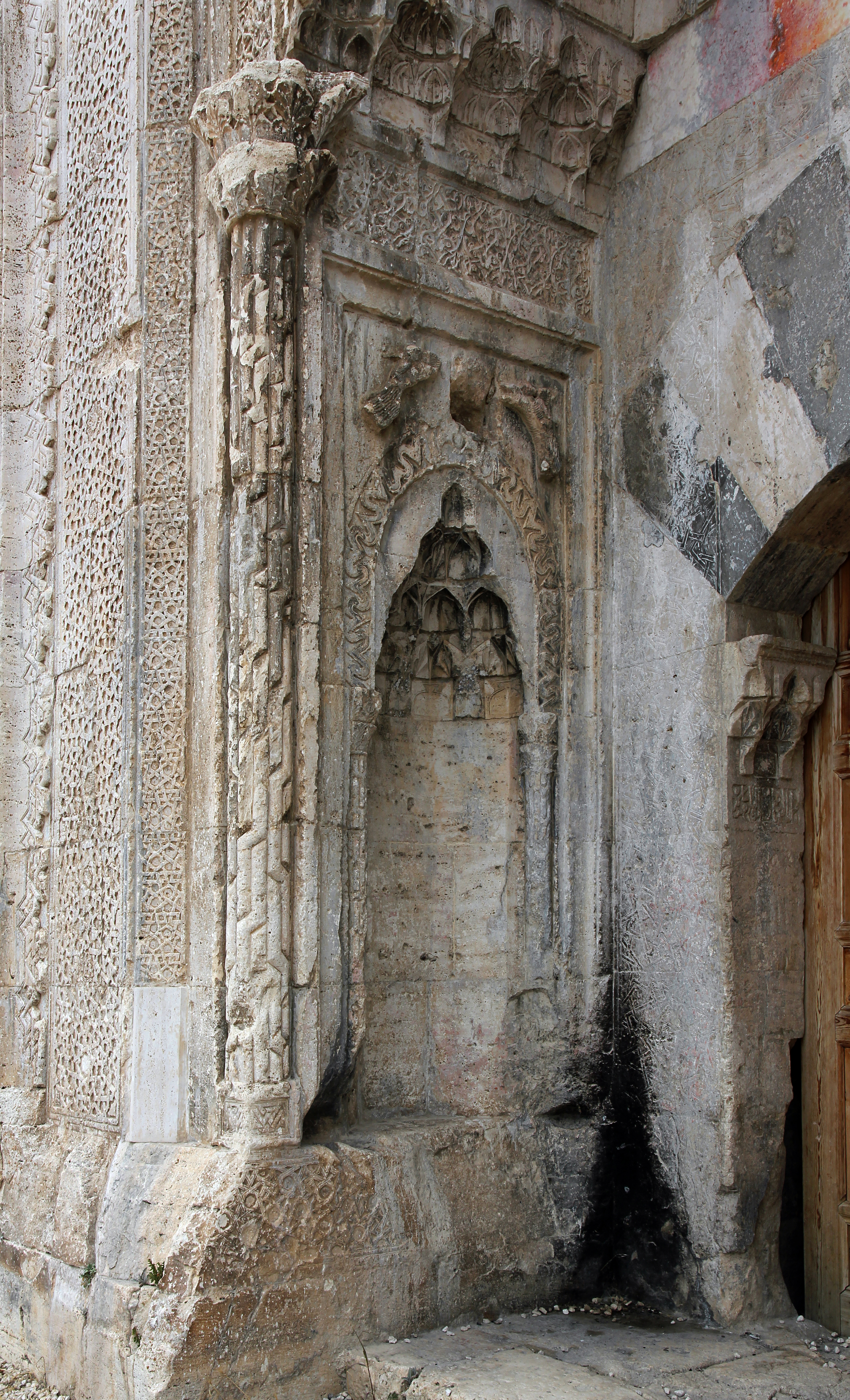
Linke Türnische
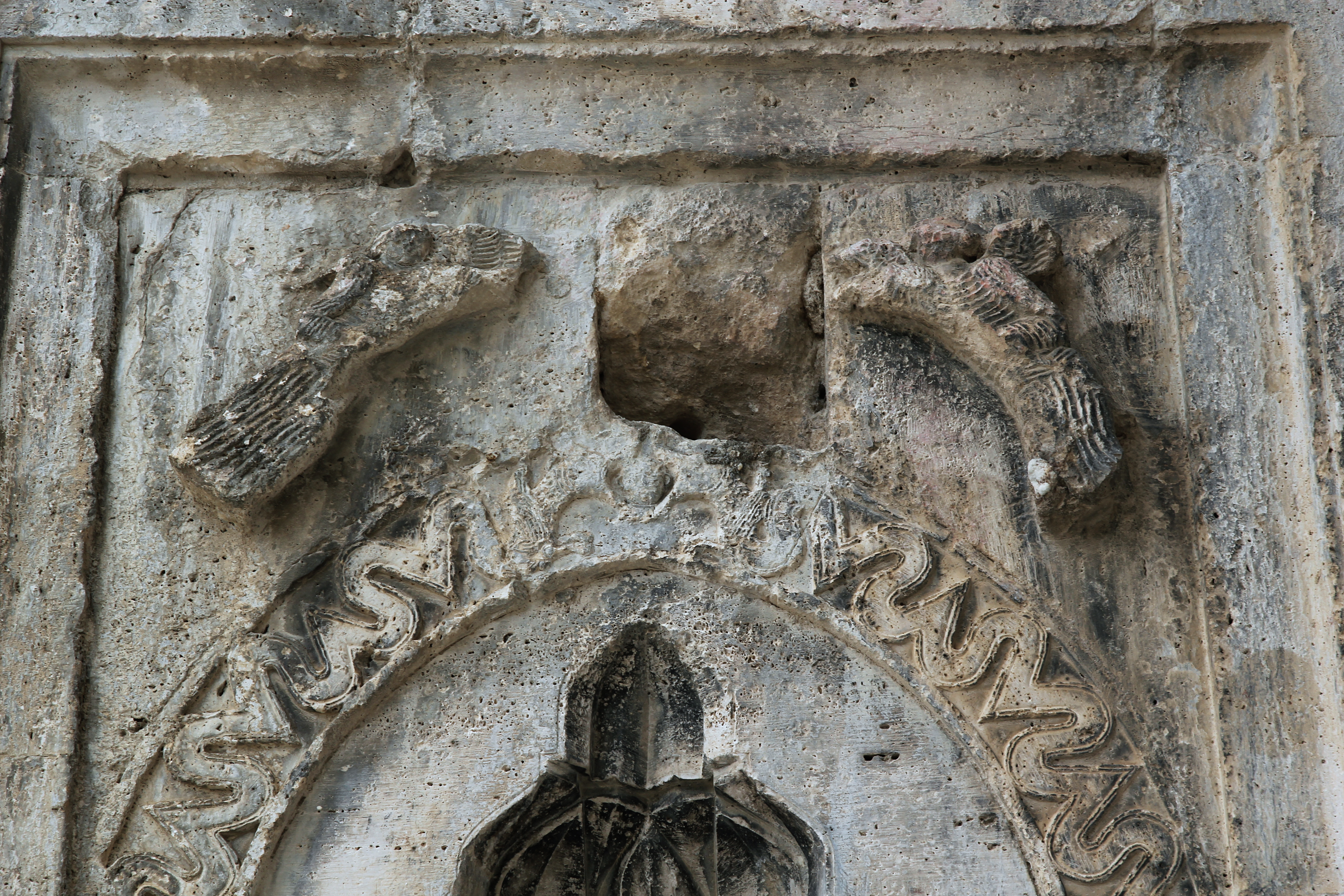
Engelsfiguren links, darunter Drachen im Schlangenband
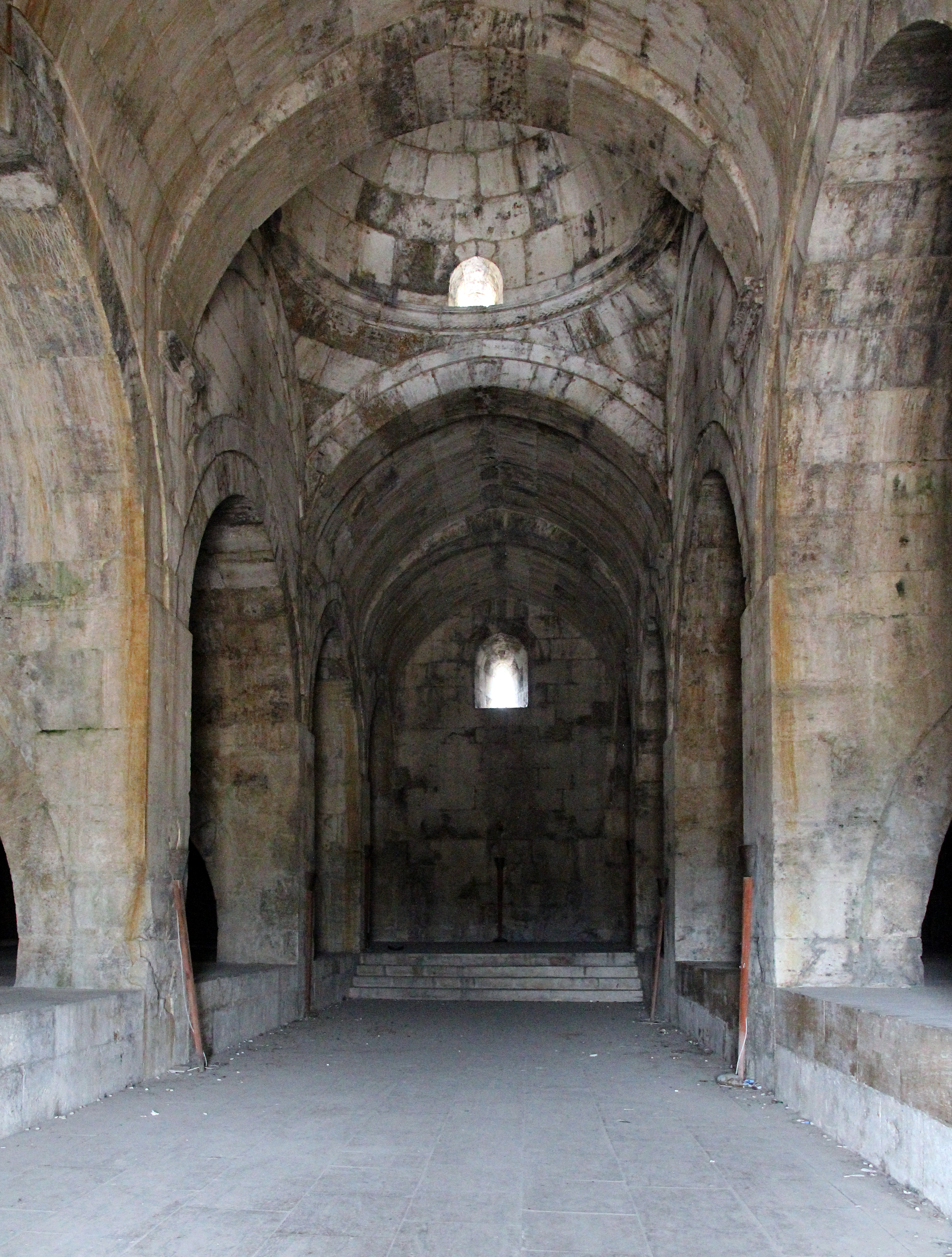
Innenraum